# François Perret (haut fonctionnaire)
Pour les articles homonymes, voir Perret et François Perret.
François Perret, né le 7 février 1948 à Toulouse, est un haut fonctionnaire français.

## Biographie
Après des études littéraires, François Perret devient en 1971 professeur agrégé de lettres classiques. Il enseigne en lycée, puis dans les universités Toulouse-I et Toulouse-II, avant d'exercer des fonctions de directeur d'établissement. Nommé inspecteur d'académie adjoint à Versailles en 1988, puis inspecteur d'académie à Paris en 1992, il est nommé en 1998 inspecteur général de l'Éducation nationale et rejoint le groupe permanent et spécialisé de lettres, puis celui des établissements et de la vie scolaire, en qualité de doyen (2000).
Proche par sa formation de Xavier Darcos, ministre délégué à l'enseignement scolaire de Luc Ferry, il entre en 2002 dans son cabinet comme directeur-adjoint, avant d'en prendre la direction en septembre de la même année. Il suit en 2004 le ministre, lorsque celui-ci est nommé au Développement, à la Coopération et à la Francophonie.
Après le départ du gouvernement Raffarin, le nouveau titulaire rue de Grenelle, Gilles de Robien, le promeut le 20 juillet 2005 doyen de l'Inspection générale de l'Éducation nationale, où il succède à Dominique Borne.
À ce poste il est notamment chargé en 2008 de la réforme des concours de recrutement des professeurs de l'enseignement secondaire, qui prévoit la réduction du nombre des épreuves, le passage au niveau master et le maintien en l'état du concours d'agrégation, réforme qui suscite un important mouvement d'opposition, notamment parmi les universitaires.
François Perret est directeur du Centre international d'études pédagogiques de 2010 à 2014, il est ensuite chargé d'une mission sur l'avenir des établissements scolaires français en Europe.
Il devient en 2016 président de la Mission laïque française et succéde à Yves Aubin de La Messuzière. Christian Masset lui succède en 2024.

## Décorations
- Chevalier de l'ordre national du Mérite (1994)
- Commandeur de l'ordre des Palmes académiques (2006)[8]

## Publication
- Préface à Jean-Louis Durpaire, Culture de l'information et Disciplines d'enseignement. École, collège et lycée, Toulouse, CRDP, 2006.